# Barjac (Gard)
Barjac ist eine französische Gemeinde mit 1606 Einwohnern (Stand 1. Januar 2022) im französischen Département Gard in der Region Okzitanien.

## Geografie
Barjac liegt auf einer Kuppe zwischen dem westlich gelegenen Fluss Cèze und der östlich gelegenen Schlucht Gorges de l’Ardèche.

## Geschichte
Die Gebäude des Ortes entstammen größtenteils der Renaissance. Das Zentrum der Altstadt zeichnet sich durch Häuser, enge Gassen und Plätze dieser Epoche aus. Das Schloss der Grafen von Roure, früher citadelle genannt, wurde seit dem 12. Jahrhundert immer wieder umgebaut. In den früheren Stallungen befindet sich jetzt eine Bibliothek, in den früheren Küchenräumen ein Kino. Ende Juli ist das Schloss alljährlich Veranstaltungsort des Festivals Chansons et paroles (Lieder und Worte).
Die Dolmen des Oeillantes sind eine eng benachbarte Dolmengruppe bei Largentière, nordöstlich von Barjac. In der Nähe befindet sich auch die Schachthöhle Aven de l’Arquet.

## Bevölkerung
| Jahr      | 1962  | 1968  | 1975  | 1982  | 1990  | 1999  | 2008  | 2017  | 2019  |
| --------- | ----- | ----- | ----- | ----- | ----- | ----- | ----- | ----- | ----- |
| Einwohner | 1.109 | 1.056 | 1.091 | 1.241 | 1.361 | 1.379 | 1.530 | 1.596 | 1.620 |

## Sehenswürdigkeiten
- Kirche Saint Laurent, errichtet zwischen 1650 und 1690 an Stelle einer älteren Kapelle[1]

## Persönlichkeiten
Von 1993 bis 2008 lebte und arbeitete der deutsche Maler und Plastiker Anselm Kiefer (* 1945) in der ehemaligen Seidenfabrik La Ribaute bei Barjac auf einem früheren Industriegelände von 35 ha.